# プリティ☆ウィッチ☆アカデミー!
『プリティ☆ウィッチ☆アカデミー!』 (Pretty☆Witch☆Academy!) は、女性向け18禁恋愛アドベンチャーゲーム。Strawberry*Maidenから2009年7月24日に発売された。

## あらすじ
舞台は魔法が存在し、組織「セブンカラーズ」により魔法使いが取り締まられている世界。そしてセブンカラーズはいかなる願いも叶えるという黄金の竜を呼ぶ事を目的とし、世界中に魔法学校を設立した。その中でも名門とされるのはワンダルワンドに存在するシルバースターアカデミー。アマツに住む主人公、ユメ・キタムラは、使える魔法が全く無いにもかかわらず、ものすごい強運だけでここに入学してしまった。ユメの願いは「自分の本当の両親を知る事」。キタムラ家の養女であるユメは現在の家族を大切に思いながらも、自分の生い立ちを知る事を望んでいたのだった。
様々な願いを抱えた生徒達とともに、ユメもまた黄金竜を呼ぶ事を目指す。

## 登場人物

### メインキャラクター
ユメ=キタムラ(名前変更不可)
声：無し
本作の主人公。19歳。アキトとは義姉弟。お姉ちゃんぶりながらも、彼に対しては家族としての愛を注ぐ。
明るい性格で、ドジっ子ながらも頑張り屋でしっかり者であろうとする。口癖は「私はアキトのお姉ちゃんだからね」。
所持魔法は基礎攻撃魔法のウインドカッターと、基礎回復魔法のフロストヒールのみだが、驚異的な幸運を持ち、難関にして名門の魔法学園であるシルバースターアカデミーに入学できた。
アキト=キタムラ
声：十利須我里
本作のメインヒーローの一人。魔法の才能に恵まれた青髪ショートの美少年で、シルバースターアカデミーに首席入学した。しかし口が悪く陰気でぶっきらぼうな性格。
ひそかにユメのことを女として愛しているため、ユメから弟扱いされては苛立ちを隠さず猛反発し、アカデミーに入学してからは強引な行動で手籠めにしようとするなど、
異常な程執着するため、微妙な距離感と溝が生まれてしまう。
ユーリ=リンドベルイ
声：大石恵三
本作のもう一人のメインヒーロー。長い金髪を一つ結びにした、碧眼と微笑みが特徴的な美少年。リンドベルイ家の次期当主であり、シャルロッテの婚約者。
シルバースターアカデミーに次席で入学し、アキトのルームメイト兼ライバル的存在として、関係を深めていく。
馬車乗り場でユメ姉弟に声をかけたことがきっかけで彼らと親睦を深める。
ソイ=タラティペア=アラヤウィクロム=リリチャック
声：蒼月円
魔法大国シグルイ国の王子。水色の短髪と褐色の肌を持った幼げな美少年。
留学生としてシルバースターアカデミーに入学した。
天真爛漫ながらも自信家な性格で、自身にかけられた呪いを解くため、必ず黄金竜を召喚すると豪語する。
クリシュナ=タラティペア=アラヤウィクロム=アイバック
声：紫原遙
容姿がソイに酷似している、独特の色気を持つ美青年。
カルロス=シーゲル
声：先割れスプーン
シルバースターアカデミーに在籍する学生で、ユメより1学年上の先輩。赤髪ショートの美青年だが、アカデミーでは有名な不良であり、
普段は自身が作ったラボに引きこもり、アカデミーには寄り付きもしない。
とあることからユメを窮地から救い、自身のルートでは交流を持とうとした彼女の面倒を見ていき、徐々にアカデミーに通うようになる。
ゲルハルト=バーゴップ
声：チャラ王鞠夫
シャルロッテ=エッケハルディン
声：波奈束風景
ユメのライバル的存在。豊かな金髪とプロポーションを持つ美少女。シルバースターアカデミー学園長の孫娘で、女子寮のリーダー的存在でもある。
ユーリとは婚約関係にあるが、政略じみており、お互いにパートナー関係を築くつもりはないらしい。
性格はプライドが高く負けず嫌い。お嬢様然とした態度をとるが誇り高く、根は真面目で努力家。
ユメとはひょんなことから初対面から衝突しあい、喧嘩や口論が度々巻き起こるが、徐々に打ち解けあいツンデレじみた言動をとる。
高 玉麗
声：名月もも
ユメのルームメイト。黒髪お団子と童顔が特徴の少女。崑崙からの留学生であり、シルバースターアカデミーと崑崙の架け橋となることが将来の夢。
性格は明るく良い子で、ユメとすぐ打ち解けあい親友になる。
面白いことが大好きで、時折彼女独自の世界観に周りを巻き込み、混乱させることもある。

### サブキャラクター
クロウ
声：犬神帝
本作のキーパーソン。黒い帽子型の魔法アイテムだが、本人は元は人間だったと語る。
当初はソイと契約しており、初登場時は彼の頭に装着されていた。
ロミオ=リーチ
声：凪原薫
ジュリエット=ポッター
声：佐々木澪
ハナコ=キタムラ
声：森野緑
アキトの実母でユメの養母。豪放かつ破天荒な性格の黒髪美人。しかし魔法の才能も性格も正反対な姉弟を、平等に愛情を持って育てる肝っ玉母ちゃんでもある。
その一方で、自分の容姿に惹かれて口説いたり言い寄ってくる男性に対して、貢がせつつも相手にしないなど、したたかな一面も見せる。
訳あってシングルマザーだが、アキトとユメには「アキトの父親は事故で死んだ」、「ユメは養子で自分達とは血の繋がりがない」ということ以外、話さなかった。しかし現在でも亡夫を一途に愛し続け、姉弟を大切に思い導いている。
実はシルバースターアカデミーにクロウと共に魔法使いとして通っていた過去を持っており、本作のキーパーソンの一人。
亡夫との出逢いや、物語の核心とユメの出生のヒントが明かされるエピソードが、彼女視点の回想として語られている。
ベリンダ=ベルツ
声：夕顔
マリアンヌ=オーディアール
声：松田美菜
シルバースターアカデミーに所属する魔法使い兼教師で、ユメたちのクラス担任。
性格はおっとりしており、時折気弱な一面を見せるが、真面目で包容力のある優しい女性。
実は既婚者で2人の子供がいる。
アリアドネ
声：田畑苺

アルフォンス=エッケハルディン
声：Mr．デリンジャー
シルバースターアカデミーの学園長。シャルロッテの祖父だが、外見は壮年の美丈夫。
「鈴蘭の魔法使い」の二つ名を持つ強力な魔法使いであり、かつてべリンダとペアを組んでいた。

## スタッフ
- 企画・原作：Strawberry*Maiden、ゆうきあずさ（Zodiac）
- 監督・シナリオ構成・原画：ゆうきあずさ
- シナリオ：ゆうきあずさ、望月柚枝、咲橋りずむ
- プログラム・開発：株式会社アシッド（âge）
- BGM：iyuna&lavi

## 主題歌
オープニングテーマ「プリズム」
作詞・歌 - Ceui / 作曲 - 小高光太郎・Ceui / 編曲 - 小高光太郎
挿入歌「crystal pain」
作詞・歌 - Ceui / 作曲 - 小高光太郎・Ceui / 編曲 - 小高光太郎
エンディングテーマ「After the deluge」
作詞・歌 - Ceui / 作曲 - 小高光太郎・Ceui / 編曲：小高光太郎

## 関連商品

### 小説
『プリティ☆ウィッチ☆アカデミー! 魔法使いと契約の夜』
著者：青龍つかさ / イラスト：ゆうきあずさ / 刊行：ティアラ文庫（フランス書院） / 発売日：2009年10月2日
ISBN 978-4829665183

### CD
PCゲーム『Pretty☆Witch☆Academy!』OP主題歌「プリズム」
発売日：2009年8月26日 / 品番：LACM-4643